# Fade to Black (canción de Metallica)
«Fade to Black» es una canción del grupo musical estadounidense de thrash metal Metallica, que aparece en su segundo trabajo de estudio, Ride the Lightning. Esta canción posee una estructura similar a las denominadas junto con esta las cuatro grandes Welcome Home (Sanitarium), One y The Unforgiven  comenzando con una introducción acústica, pasando luego a un riff más pesado para después volver a la parte acústica, luego el mismo riff pesado, la canción continúa con los últimos versos acompañados de un riff más rápido y diferente al anterior, después, un solo de Kirk y un explosivo final, terminando la canción con un efecto de fade. 
Fue la primera power ballad publicada por el grupo musical, lo que trajo algo de controversia entre los fanes más extremos del género, que catalogaron a los miembros del grupo como comerciales. Sin embargo, la canción se ha convertido en uno de los fijos en los conciertos de la formación, siendo además la canción que Metallica estaba tocando en directo cuando James Hetfield sufrió quemaduras de segundo y tercer grado en un accidente pirotécnico en el estadio olímpico de Montreal (Canadá), y la última canción que tocó Jason Newsted antes de salir del grupo. 

El solo de guitarra de la canción fue clasificado como el vigesimocuarto mejor, según la revista Guitar World en Los 100 mejores solos de guitarra. Algunos fanes la consideran como la mejor balada del grupo.
La letra de la canción habla sobre un hombre que se termina suicidando después de contemplar el mal que le rodea. La constante obsesión de James Hetfield y Lars Ulrich sobre la muerte en el momento de la composición del álbum pudo haber influido en la temática de la canción y a la del disco en general. Además, fue escrita poco después de que fuera robado en Boston todo el material musical del grupo musical, entre los que se encontraba un amplificador regalado a James Hetfield por su madre poco antes de que ésta muriera. En el videojuego Guitar Hero: Metallica, se le puso un final a la canción en vez de terminar con el efecto de fade.

## Versiones
«Fade to Black» ha sido versionada por artistas y grupos como Disturbed (en su disco en directo Music As a Weapon II), Apoptygma Berzerk (en su disco Welcome to Earth), Apocalyptica (en su álbum Inquisition Symphony) y Sonata Arctica (en su EP Takatalvi).

## Créditos
- James Hetfield: Voz, guitarra rítmica y guitarra acústica.
- Kirk Hammett: Guitarra líder.
- Cliff Burton: Bajo eléctrico.
- Lars Ulrich: Batería y percusión.